# Tillandsia macrochlamys
Tillandsia macrochlamys là một loài thuộc chi Tillandsia. Đây là loài đặc hữu của México.